# Војислав Живановић
Војислав Живановић (Крагујевац, 26. јануар 1870. — Ћуприја, 17. фебруар 1932) био је српски и југословенски генерал.
Предавао је генералштабну обуку на Војној академији (1907 — 1912).
Као начелник штаба 2. армије учествовао је у балканским ратовима (1912—1913), а у чин пуковника унапређен је у јануару 1913. године.
У Првом светском рату командовао је Тимочком дивизијом I позива, која се за време Колубарске битке нарочито истакла у борбама код Лазаревца (16—18. новембра 1914), а затим у борбама против аустроугарске 7. дивизије, од које је 8. децембра у противнападу узела Космај и гоњењу делова 5. аустроугарске армије према Београду.
На Крфу и Солунском фронту начелник је штаба 2. армије, а затим командант Југословенске дивизије.
Пензионисан је 1918. године.
Одликован је Карађорђевом звездом с мачевима.

## Утицај на развој српског Соколског покрета
На ванредној скупштини Друштва „Београдски соко“ 4. октобра 1908. године Милутин Гр. Мишковић (1864—1934), генералштабни пуковник српске краљевске војске је предложио да се уједине сва српска витешка удружења.

Та идеја је прихваћена и 21. фебруара 1909. године основан је „Савез српских витезова“ са председником Управног одбора Емерихом Штајнлехнером, тј.  , који је након два месеца то место препустио пуковнику Мишковићу, председнику Друштва Београдски Соко и почасном председнику Друштва „Душан Силни“.

Међутим, нису сва витешка друштва ушла у Савез, те зато је Мишковић слао позиве/апеле тим друштвима да дођу на конференцију у Крагујевац 25. и 26. октобра 1909. године ради уједињења.

Услед геополитичких дешавања (Аустроугарска анексија Босне и Херцеговине 1908. године) Савез витешких друштава „Душан Силни“ и „Савез српских соколова“ ујединили су се 8. новембра 1909. године у Савез соколских друштава „Душан Силни“.
На уједињењу ова два соколска друштва је још 1908. године радио и престолонаследник Ђорђе П. Карађорђевић (1887—1972), као заштитник витешких друштава, као и чешки адвокат (од 1904. године) др Јозеф Еуген Шајнер (1861—1932), тј. чеш. Josef Eugen Scheiner, који је био старешина Чешког соколског савеза (чеш. Česká obec sokolská: 1889—1938) и Савеза словенског соколства (чеш. Svaz slovanského sokolstva: 1908—1938), посебно српска патриотска (полувојна) организација „Народна одбрана“ (1908—1914) и друга соколска и витешка друштва „Душан Силни“ коначно су се ујединили 2. II 1910. године када је одржана прва скупштина новооснованог Савеза соколских друштава „Душан Силни“ и изабран Управни одбор са председником Стеваном Тодоровићем (1832—1925) и потпредседником потпуковником Војиславом Живановићем (1870—1932).

Савез је окупио 20 друштава у своје чланство.